# Рябков, Илья Савельевич
Илья Савельевич Рябков (1922 — 19 ноября 1944) —рядовой Красной армии; участник Великой Отечественной войны и полный кавалер ордена Славы.

## Биография
Родился в 1922 году в деревне Чудово (Нижегородская область) в крестьянской семье. Окончил 7 классов средней школы, после чего семья переехала в Дзержинск (Нижегородская область), работал на стройке.
В июне 1941 года был призван в Красную армию. В ноябре того же года был тяжело ранен. В боях Великой Отечественной войны начал принимать участие с октября 1942 года. В 1943 году вступил в ВКП(б).
10 марта 1944 года действовал в составе группы сапёров, продвигаясь впереди пехоты в направлении населённых пунктов Обергасово и Дарьевка. Под вражеским огнём группа обезвредила более 100 противотанковых мин, что помогло в продвижении пехоты и танков. 31 марта 1945 года был награждён орденом Славы 3-й степени.
5 августа 1944 года проделал несколько проходов в минных полях и обезвредил свыше 80 мин. 19 августа того же года во время боя вблизи населённого пункта Валя-Ойлор (ныне Тыргу-Фрумос, Румыния) Илья Рябков с группой сапёров проделал 3 прохода в минных полях и снял более 100 мин. 22 августа, во время боя за Тыргу-Фрумос, в числе первых вошёл в город и участвовал в уличных боях. Участвовал в строительстве двух мостов через водные преграды вблизи города Бекешчаба (Венгрия). 18 сентября 1944 года был награжден орденом Славы 2-й степени.
24 октября 1944 года во время форсирования Тисы вблизи населённого пункта Цибакхаза (Венгрия) за ночь совершил 32 рейса через речку и переправил на лодке около 125 солдат. 24 марта 1945 года был награждён орденом Славы 1-й степени.
Погиб 19 ноября 1944 года при выполнении боевого задания вблизи Хатвана (Венгрия).

## Награды
- Орден Славы 1-й степени (24 марта 1945)[2];
- Орден Славы 2-й степени (18 сентября 1944 — № 6972)[3];
- Орден Славы 3-й степени (31 марта 1944)[4];
- Медаль «За отвагу» (16 марта 1943)[5];
- Медаль «За боевые заслуги» (17 октября 1943)[6].